# Cheshunt
Cheshunt (IPA /ˈtʃɛzənt/) – miasto w południowo-wschodniej Anglii (Wielka Brytania), w hrabstwie Hertfordshire, ośrodek administracyjny dystryktu Broxbourne, położone na zachodnim brzegu rzeki Lea (Lee), na północnym obrzeżu aglomeracji londyńskiej. W 2011 roku liczyło 45 823 mieszkańców.
Do 2015 roku w Cheshunt mieściła się siedziba sieci handlowej Tesco.